# Jamz
Jamz é uma banda brasileira que ficou conhecida pela participação na 1ª temporada do talent-show SuperStar da Rede Globo onde terminou em segundo lugar.

## História

### 2014: SuperStar
Em 27 de abril de 2014, a banda se apresentou pela primeira vez no programa com a música "Happy" de Pharrell Williams atingindo 87% e escolheu Dinho Ouro Preto como padrinho.

#### Apresentações e resultados
| Episódio          | Música                               | Artista original        | Data                | Ordem | Resultado                          |
| ----------------- | ------------------------------------ | ----------------------- | ------------------- | ----- | ---------------------------------- |
| Audições          | "Happy"                              | Pharrell Williams       | 27 de abril de 2014 | 1     | Aprovada (87%)                     |
| Duelos            | "Suit & Tie"                         | Justin Timberlake       | 18 de maio de 2014  | N/A   | Classificada (83%)                 |
| Top 12            | "Valerie"                            | Amy Winehouse           | 25 de maio de 2014  | 2     | Classificada (77%)                 |
| Top 10            | "Nothin' on You"                     | B.o.B. part. Bruno Mars | 1 de junho de 2014  | 3     | Classificada (81%)                 |
| Top 9             | "The Way You Make Me Feel"           | Michael Jackson         | 8 de junho de 2014  | 4     | Classificada (59%)                 |
| Top 8             | "Insano"                             | Jamz                    | 15 de junho de 2014 | 5     | Classificada (79%)                 |
| Top 7             | "Get Lucky"/"Lose Yourself to Dance" | Daft Punk               | 22 de junho de 2014 | 6     | Classificada (82%)                 |
| Top 6 (Semifinal) | "Natural"                            | Jamz                    | 29 de junho de 2014 | 4     | Classificada (61%)                 |
| Final             | "Wake Me Up"                         | Avicii                  | 6 de julho de 2014  | 1     | Classificada para a 2ª parte (61%) |
| Final             | "Love Never Felt So Good"            | Michael Jackson         | 6 de julho de 2014  | 6     | Apresentação especial              |
| Final             | "Completa"                           | Jamz                    | 6 de julho de 2014  | 7     | 2º lugar                           |

### 2014-presente
Ainda em 2014, Jamz fez uma participação especial na novela "Em Família" tocando no casamento de Clara e Marina, personagens de Giovanna Antonelli e Tainá Müller. Em novembro a banda lançou o CD "Insano", primeiro da carreira, pela Som Livre. A canção "Eu Quero, Eu Gosto" do mesmo álbum, faz parte da trilha sonora da novela "I Love Paraisópolis" da Rede Globo.4
Em 2020, Gustavo participou do The Voice Brasil, usando o nome "Tibí" e sendo o primeiro a se apresentar na temporada, virando as quatro cadeiras e indo para o time de Carlinhos Brown. Ele foi eliminado da competição no 16º episódio, exibido em 8 de dezembro de 2020.
Já no ano seguinte, foi a vez de William disputar o mesmo reality. Ele se apresentou na terceira noite de audições, e também virou a cadeira de Brown. Foi eliminado no 11º episódio, exibido em 30 de novembro de 2021, em uma batalha contra o candidato Thór Júnior. No mesmo ano, Tibi fez uma participação no game show Zig Zag Arena, o episódio em questão foi exibido em 14 de novembro de 2021.

## Discografia
| Ano  | Título     | Detalhes do álbum                                                                                            |
| ---- | ---------- | --- |
| 2014 | Insano     | - Lançamento: 17 de novembro de 2014 - Gravadora: Som Livre - Formato: CD, Download digital - Vendas: 20.000 |
| 2016 | Tudo Nosso | - Lançamento: 19 de agosto de 2016 - Gravadora: Som Livre - Formato: CD, Download digital - Vendas: 5.000    |

| Ano  | Título                        | Álbum                |
| ---- | ----------------------------- | -------------------- |
| 2014 | Santa Claus Is Coming to Town | "Natal em Família 2" |

| Ano  | Título                       | Novela              |
| ---- | ---------------------------- | ------------------- |
| 2014 | "Everything I Own"           | Império             |
| 2015 | "Eu Quero, Eu Gosto"         | I Love Paraisópolis |
| 2016 | "Can't Take My Eyes off You" | Sol Nascente        |

## Turnês
| Ano  | Título               | Álbum base |
| ---- | -------------------- | ---------- |
| 2014 | "Insano"             | Insano     |
| 2015 | "Eu Quero, Eu Gosto" | Insano     |

## Filmografia
| Ano  | Título           | Papel         | Notas          |
| ---- | ---------------- | ------------- | -------------- |
| 2014 | SuperStar        | Eles mesmos   | Concorrentes   |
| 2014 | Em Família       | Eles mesmos   | Participação   |
| 2017 | Sol Nascente     | Eles mesmos   | Participação   |
| 2020 | The Voice Brasil | Participantes | Apenas Tibí    |
| 2021 | The Voice Brasil | Participantes | Apenas William |
| 2021 | Zig Zag Arena    | Participantes | Apenas Tibí    |

## Prêmios e indicações
| Ano  | Prêmio                      | Categoria                                           | Indicação  | Resultado |
| ---- | --------------------------- | --------------------------------------------------- | ---------- | --------- |
| 2015 | Prêmio Multishow            | Experimente                                         | Jamz       | Venceu    |
| 2015 | Grammy Latino               | Melhor Álbum de Pop Contemporâneo Brasileiro        | Insano     | Indicado  |
| 2016 | Troféu Internet             | Melhor Conjunto Musical                             | Jamz       | Pendente  |
| 2016 | Prêmio da Música Brasileira | Canção Popular: Melhor Grupo                        | Jamz       | Venceu    |
| 2017 | Grammy Latino               | Melhor Álbum Pop Contemporâneo em Língua Portuguesa | Tudo Nosso | Indicado  |